# William V. Sullivan
William V. Sullivan (Winona, 1857. december 18. – Oxford, 1918. március 21.) az Amerikai Egyesült Államok szenátora (Mississippi, 1898–1901).